# Bruce Ricker
Bruce Ricker (Staten Island, 10 de octubre de 1942 – Cambridge (Massachusetts), 13 de mayo de 2011) fue un director de documentales de jazz y blues estadounidense. Es conocido principalmente por su colaboración con Clint Eastwood en películas de leyendas de jazz y blues.

## Biografía
Ricker estudió en el City College of New York y posteriormente derecho en el Brooklyn Law School en 1970.
Su primer film fue el aclamado The Last of the Blue Devils, un documental de 1979 sobre el jazz de Kansas City durante la década de 1930 y 1940.
Eastwood fue el productor ejecutivo de su proyecto Thelonious Monk: Straight, No Chaser, un documental de 1988 producido por el propio Ricker y Charlotte Zwerin, que también dirigió. Ricker desarrolló la idea para el segmento que Eastwood dirigiría en "Piano Blues", la séptima parte de la serie The Blues de 2003, producida por Martin Scorsese. 
La colaboración de Eastwood y Ricker continuaría con los años. El actor sería el productor de los documentales que Ricker hizo para televisión: Budd Boetticher: A Man Can Do That (2005), Tony Bennett: The Music Never Ends (2007), Johnny Mercer: The Dream's on Me (2009) y Dave Brubeck: In His Own Sweet Way (2010). También dirigió y produjo el documental de televisión de 1997 Eastwood After Hours: Live at Carnegie Hall y Clint Eastwood: Out of the Shadows de 2000.